# Sítio do Quinto
Sítio do Quinto – miasto i gmina w Brazylii, w stanie Bahia. Znajduje się w mezoregionie Nordeste Baiano i mikroregionie Jeremoabo.